# Anna Kurzyńska-Kokorniak
Anna Maria Kurzyńska-Kokorniak – polska biolog, pracownik naukowy Instytutu Chemii Bioorganicznej PAN, gdzie kieruje Zakładem Biochemii Rybonukleoprotein. Specjalizuje się w biologii molekularnej i inżynierii komórkowej.

## Życiorys
W 1999 r. ukończyła biologię na Uniwersytecie im. Adama Mickiewicza w Poznaniu, natomiast rozprawę doktorską pt. Badania roli odwrotnej transkryptazy w generowaniu zmienności genetycznej wirusa HIV, wykonaną pod kierunkiem prof. Marka Figlerowicza, obroniła w 2004 r. w Instytucie Chemii Bioorganicznej PAN. Stopień doktora habilitowanego nauk biologicznych uzyskała w 2017 r. na Wydziale Biologii UAM na podstawie pracy pt. Rybonukleazy typu Dicer oraz czynniki zaangażowane w regulację ich aktywności ze szczególnym uwzględnieniem krótkich RNA. W 2023 została odznaczona Srebrnym Krzyżem Zasługi.

## Projekty badawcze
Kierowane projekty badacze finansowane przez:
- Narodowe Centrum Nauki[4][5]:
  - Niepoznane obszary aktywności ludzkiej rybonukleazy Dicer (SONATA BIS 6; 2017–2022)
  - Bliskie spotkania trzeciego stopnia: co dzieje się kiedy rybonukleaza Dicer napotyka w komórce RNA i DNA przyjmujące struktury G-kwadrupleksów (OPUS 21; od 2022)
- Narodowe Centrum Badań i Rozwoju[6]:
  - Opracowanie wysokoprzepustowego systemu umożliwiającego szybką ocenę aktywności biologicznych związków nakierowanych na kompleks replikacyjny SARS-CoV-2, wytypowanie związków o najwyższym potencjale terapeutycznym i ocena ich cytotoksyczności wobec komórek ludzkich (Projekt strukturalny/POIR/Szybka Ścieżka)